# ジャパンゲートウェイ
株式会社ジャパンゲートウェイは、化粧品等の企画・販売等を営む企業である。

## 概要
2006年創業。シャンプーなどのヘアケア製品、ボディウォッシュなどのボディケア製品の販売を主力とし、特に【ノンシリコン】や【石油系ゼロ】などの特徴を持つシャンプー「Reveur」などが主力商品。商品の製造は他社に委託し、自らは商品のブランディング・流通に特化することにより2010年前後に業界内で一定の地位を築いた。
2010年《Reveur》発売をきっかけに、有名タレントを起用したCMを大量出稿し各種商品の拡販に努めた結果、2013年5月期の売り上げは約217億円に達した。
また、RigaosのFIFAクラブワールドカップ2012およびFIFA U-17 ワールドカップ2013への協賛、Reveurの2012フィギュアスケートGP FINALおよび2013フィギュアスケートGP FINALへの協賛も実行し、ブランド名でのパネル広告掲載にも意欲的に参加していた。2013年1月13日付 日本経済新聞にて「ヒット商品、デフレ回避」というタイトルで"デフレ回避に貢献した商品"として紹介される。
しかし、大手化粧品メーカー(ユニリーバのCLEAR、KOSEのジュレーム)同業他社のネイチャーラボがノンシリコンシャンプー(Diane)に進出したことから売上も減少に転じ、2014年9月に企業再生ファンドの支援を仰ぐも、2016年5月期の売上は約80億円まで急低下。2016年にはファンド主導による新会社へ商標権および商品管理業務を譲渡。一方で、旧会社は社名を「株式会社ジャパンゲートウェイ販売」に変更し、営業委託に特化する会社になった。
2017年12月、カラーコンタクトを除く全事業をRIZAPグループの完全子会社・株式会社ジャパンゲートウェイ（新法人）へ譲渡。なお、営業会社の「株式会社ジャパンゲートウェイ販売」は2018年4月に社名を「株式会社室町販売委託」に変更、6月27日に東京地方裁判所から破産手続開始決定を受けている。
RIZAPグループは2018年11月から実施している事業構造改革の一環として、ジャパンゲートウェイの全株式をオークローンマーケティングの創業者が会長を務める株式会社萬楽庵へ譲渡することを発表。ジャパンゲートウェイ全株式は2019年1月25日付で萬楽庵へ譲渡された。

## 沿革
- 2006年 - 東京都港区六本木にて設立。化粧品・ヘアケア製品販売代行業者として武部毅（武部勤の次男）らが創立した[6][7]。《美肌一族シートマスク》シリーズの販売を開始
- 2007年 - 高品質ノンシリコンヘアケアブランドを半年おきに6ブランド発売
- 2010年 - 「1000円以下のノンシリコン」《Reveur》発売。同製品は「1.5秒に1本売れているノンシリコンシャンプー」として大人気商品となった[7]。
- 2011年 - 「オトコにはオトコのヘアケアを」《Rigaos》発売
- 2012年 - 東京都千代田区丸の内に本社移転。石油系ゼロ《Mellsavon》発売。 MBS【せやねん！】の人気コーナー“メチャ売れ”にて紹介《Reveur》。5月期の年売上が前年の61億円から倍増の135億円となる[7]。
- 2013年 - 日本経済新聞にてデフレ回避に貢献した商品として紹介される。“1.5秒に1本売れているノンシリコン”としてメディアに取り上げられる《Reveur》。「石油系ゼロ！進化した粉」《Choice!》発売。年売上が217億円となる[7]。
- 2014年 - 第53回ジャパンパッケージングコンペティション（JPC）にて経済産業大臣賞受賞《Choice!》。中国催事シングルデーにて、1億2000万円もの実績をあげる[8]《Reveur》。テレビ東京【ガイアの夜明け】[9]。にて紹介《Reveur》。年売上166億円に減収し、赤字決算となる[7]。7月には過年度にわたる約3億円の所得隠しを東京国税局から指摘され、重加算税を含む追徴税1億円を支払う[7]。
- 2015年 - インバウンド需要に対応する形で本格的に海外展開開始。organic市場に本格参入
- 2016年 - 年売上高81億円に縮小[7]。ファンド主導の新会社に商品管理業務を譲渡。
- 2017年 - RIZAPグループ主導の新会社に全事業を譲渡（旧ジャパンゲートウェイは翌年「室町販売委託」に社名変更し、6月に破産手続き開始決定を受けた[7]）。
- 2018年 - 石油系0％!石けん100％!仏調香師による《Mellsavon》リニューアル発売。頭皮にも地球環境にも優しいノンシリコーンシャンプー、カチオンフリートリートメント[10]《Reveurゼロ》発売[11]
- 2019年 - 萬楽庵へ全株式を譲渡。東京都港区新橋に本社移転。萬楽庵は、テレビ通販「ショップジャパン」を運営するオークローンマーケティングの創業者が会長を務める愛知県名古屋市の投資会社[7]。

## 主な取り扱いブランド
- Reveur （レヴール）
- Mellsavon （メルサボン）
- Rigaos （リガオス）
- NUDYAURA （ヌーディオーラ）
- PLAYBACK （プレイバック）
- DIFRESCA （ディフレスカ）
- LaPudeur （ラプドゥール）
- Voloute（ヴォルーテ）
- b3（スリーボム）
- Choice! （チョイス）
- DENTAL BEAUTY CARE （デンタルビューティーケア）
- N,AbyNUDYAURA（エヌエーバイヌーディオーラ）
- gift （ギフト）
- DearJungle （ディア・ジャングル）
- salon de apres （サロン・デュアプレ）
- SCALABO （スカラボ）
- HiLaris （ヒラリス）
- AquaAura （アクアオーラ）
- love&hate （ラブ&ヘイト）
- ne'kur （ネクア）
- 雫（シズク）
- KingCoconut （キングココナッツ）
- DAGOMBA BUTTER（ダゴンババター）
- 美肌一族・新美肌一族
- envie（アンヴィ） - コンタクトレンズ

## CM出演タレント
- 豊川悦司・浅野忠信・松田龍平・壇蜜・内田裕也・林家ペー・パー子夫妻（Rigaos）
- 石原さとみ・長澤まさみ・戸田恵梨香・榮倉奈々・きゃりーぱみゅぱみゅ・土屋アンナ・本仮屋ユイカ・大政絢・かつみさゆり（Reveur）
- 中谷美紀・真木よう子・浅利陽介・有村架純・梨花（Mellsavon）
- 関ジャニ∞（SCALABO）
- 柴咲コウ（DIFRESCA/Voloute）
- ベッキー（DearJungle）
- ヨンア・河北麻友子・秋元梢・石橋杏奈（N,AbyNUDYAURA）
- 桐島かれん・片瀬那奈・hitomi・滝沢眞規子（Choice!）
- 所ジョージ・江口洋介・香椎由宇（b3）
- 長谷川京子・土屋アンナ（HiLaris）
- 滝沢眞規子（gift）
- 河北麻友子（ne'kur）

## 過去の提供番組
- アッコにおまかせ!（TBS系）
- めちゃ×2イケてるッ!（フジテレビ）
- 情報プレゼンター とくダネ!（フジテレビ）
- news zero（日本テレビ）
- 幸せ!ボンビーガール（日本テレビ）
- 嵐にしやがれ（日本テレビ）
- 関ジャニの仕分け∞（テレビ朝日）
- 水曜プレミアシネマ（TBS系）
- 火曜曲!（TBS系）
- プレバト!!（毎日放送）
- ジェネレーション天国（フジテレビ）
- 爆笑 大日本アカン警察（フジテレビ）
- 森田一義アワー 笑っていいとも!（フジテレビ）
- VS嵐（フジテレビ）
- おじゃMAP!!（フジテレビ）
- 世界行ってみたらホントはこんなトコだった!?（フジテレビ）
- FNNスーパーニュース（フジテレビ）
- 幸せになる3つの買い物（関西テレビ）